# Али Мех
Али Мех (бенг. আলি মেচ; род. Камата) — вождь племени в XIII веке н. э. в регионе современного севера Бенгалии, принадлежащего народу мех. По информации он помогал Бахтияру Хальджи во время его военной кампании в Тибет и принял ислам под его влиянием.

## Биография
Али Мех считается первым обращенным в ислам мусульманином в современной Северной Бенгалии. После обращения Али Меха в ислам некоторые племена мехов и кочов также приняли эту веру. Современные потомки этих обращенных — народ деши.
Будучи вождем племени в предгорьях Северной Бенгалии, он в 1206 году помог Бахтияру Хильджи в его неудавшемся вторжении в Тибет, выступив в качестве проводника.
Историк Эдвард Альберт Гайт упоминает, что он руководил походом Бахтияра Хильджи на север вдоль правого берега реки Каратоя (современный Бангладеш) в течение десяти дней через страну, населенную племенами коч, мех и тхару (тераи).
Али Мех предположительно носит мусульманское имя, потому что он любил ислам и принял его. Вскоре сотни жителей Меха обратились в ислам из-за растущего угнетения со стороны индуистских лордов и их касты, обычаев и традиций, а также из-за того, что большинство из них считались йонами или оскверненными чужаками арийскими индусами и поскольку они были слегка подвержены брахманической культуре.